# Girl with No Face
Girl with No Face — третий студийный альбом студийный альбом канадской авант-поп-певицы Allie X (Александра Эшли Хьюз), выпущенный 23 февраля 2024 года лейблом Twin Music и распространяемый компанией AWAL. Альбом был почти полностью написан и спродюсирован Allie X в течение четырёх лет после её предыдущего студийного альбома Cape God (2020) и получил признание музыкальных критиков.
Альбом стал номинантом на премию Polaris Music Prize 2024 года.

## История
Allie X впервые анонсировала альбом в Rolling Stone 16 ноября 2023 года, описав его как «агрессивный, снисходительный и смелый». О создании альбома певица сказала: «Я не собираюсь пытаться угодить кому-то ещё, потому что в этой комнате буквально никого больше нет. Возможно, я создала что-то, что совершенно не в тренде, но это определённо то, что мне нравится». Название альбома, его обложка и клипы намекают на всеобъемлющую тему идентичности. Алли Икс говорит: «Мне кажется, что произошла своего рода смерть, стирание предыдущих личностей, и вместо того, чтобы появиться с полностью сформированной новой личностью, я чувствую, что все ещё нахожусь в процессе, я выясняю это. Мне нравится идея, что маски в этом смысле гибкие. Они защищают. Я начинаю думать, что, возможно, именно так я и хочу прожить свою жизнь».
В альбоме звучит синтезаторный ретро-поп, навеянный 1980-ми и концом 1970-х годов, в котором можно найти сравнения с Depeche Mode, Joy Division, Cocteau Twins, Blondie, Vince Clarke, Kate Bush, Madonna, Kraftwerk, a-Ha, The Human League, The B-52s и Talking Heads. В таких песнях, как «Weird World», «Truly Dreams», «John and Jonathan»,, синти-поп занимает видное место, в то время как «Hardware/Software» и «Truly Dreams» исследуют новую волну и диско соответственно.

## Отзывы
| Совокупная оценка    | Совокупная оценка |
| Источник             | Оценка            |
| -------------------- | ----------------- |
| Metacritic           | 85/100            |
| Оценки критиков      |                   |
| Источник             | Оценка            |
| AllMusic             | [ 11 ]            |
| DIY                  | [ 3 ]             |
| The Line of Best Fit | 9/10              |
| Slant Magazine       | [ 9 ]             |

После выхода Girl with No Face был положительно встречен музыкальными критиками. На сайте Metacritic, который присваивает нормализованный рейтинг из 100 баллов рецензиям основных критиков, альбом получил средний балл 85 на основе семи рецензий, что свидетельствует о «всеобщем признании».
Рецензируя альбом для AllMusic, Нил З. Йенг заявил, что «альбом подвержен влиянию 80-х, он одновременно ностальгический и футуристический, вписывая Алли Икс в звуковую традицию, которую она использовала для вдохновения. Откровение, которое каким-то образом было скрыто в ней все эти годы, Girl with No Face — это смелое признание художественного „я“ от захватывающего поп-автора». Писатель DIY Отис Робинсон описал альбом так: «Как театральный трансильванский вампир в кожаных гей-барах, на третьем альбоме Girl With No Face Алли Икс пробирается сквозь упыриный глэм-рок 80-х, сплетая звуки аналога, синтетики и театральности: энергичная ретроспекция, чтобы переварить все обыденное, вульгарное, безумное и тревожное будущее современности, с которым она сталкивается». Том Кингсли из The Line of Best Fit высоко оценил ретро-звучание альбома в стиле 80-х, написав, что «Пастиш — это риск для многих артистов, но для Хьюз это возможность, дающая её тревожной, меняющей форму личности полную власть» и что «Если Cape God ощущался как начало создания Хьюз своей собственной вселенной, то Girl with No Face знаменует её апофеоз в качестве божества».

## Список композиций
По данным сайта Apple Music.
| №                   | Название            | Автор(ы)               | Длительность |
| ------------------- | ------------------- | ---------------------- | ------------ |
| 1.                  | «Weird World»       | Alexandra Hughes       | 3:58         |
| 2.                  | «Girl with No Face» | Hughes George Pimentel | 4:23         |
| 3.                  | «Off with Her Tits» | Hughes                 | 3:16         |
| 4.                  | «John and Jonathan» | Hughes Yannick Lecomte | 4:22         |
| 5.                  | «Galina»            | Hughes                 | 4:30         |
| 6.                  | «Hardware Software» | Hughes                 | 2:28         |
| 7.                  | «Black Eye»         | Hughes Pimentel        | 4:32         |
| 8.                  | «You Slept on Me»   | Hughes                 | 4:11         |
| 9.                  | «Saddest Smile»     | Hughes                 | 3:07         |
| 10.                 | «Staying Power»     | Hughes                 | 4:12         |
| 11.                 | «Truly Dreams»      | Hughes Pimentel        | 4:33         |
| Общая длительность: | Общая длительность: | Общая длительность:    | 43:32        |

| №   | Название                                            | Автор(ы)        | Длительность |
| --- | --------------------------------------------------- | --------------- | ------------ |
| 12. | «Bon Voyage»                                        | Hughes Pimentel | 3:24         |
| 13. | «Galina» (при участии Empress Of)                   | Hughes          | 4:30         |
| 14. | «Our Lady of Sorrows»                               | Hughes          |              |
| 15. | «Weird World» (при участии Vestron Vulture)         | Hughes          | 2:56         |
| 16. | «Off with Her Tits» (при участии TR/ST)             | Hughes          |              |
| 17. | «Staying Power» (при участии Dionnysuss)            | Hughes          |              |
| 18. | «Weird World» (при участии Sidewalks and Skeletons) | Hughes          | 3:47         |
| 19. | «Bon Voyage» (Portugese Version)                    | Hughes          |              |
| 20. | «Truly Dreams» (при участии Slowz)                  | Hughes          |              |
| 21. | «Galina» (Piano Version)                            | Hughes          | 4:24         |

## Чарты
| Чарт (2024)                                  | Высшая позиция |
| -------------------------------------------- | -------------- |
| Шотландия (Scottish Albums Chart)            | 78             |
| Великобритания (UK Independent Albums Chart) | 13             |